# س. إف. باين
س. إف. باين (بالإنجليزية: C. F. Payne)‏ هو رسام توضيحي أمريكي، ولد في 1954.